# حسام أبو الذهب
حسام علي محمد أبو الذهب (مواليد 13 مايو 2000) هو لاعب كرة قدم أردني، يلعب في مركز قلب الدفاع مع نادي السالمية الكويتي والمنتخب الأردني.

## مسيرته مع الأندية

### الفيصلي
في 16 ديسمبر 2023، جدّد أبو الذهب عقده مع الفيصلي حتى نهاية موسم 2027.
في 26 مايو 2024، ساهم أبو الهب بهدف لصالح الفيصلي، في المباراة التي انتهت بالفوز (6-2) على شباب الأردن خلال موسم الدوري الأردني للمحترفين 2023-24. برز كمدافع مميز مع الفيصلي في ذلك الموسم، مما لفت انتباه مدرب المنتخب الوطني الجديد جمال السلامي، الذي استدعاه إلى صفوف المنتخب الأول.

#### السالمية (إعارة)
في 24 يوليو، أعلن الفيصلي تجديد عقد أبو الذهب حتى نهاية موسم 2028، مع إعارته إلى نادي السالمية الكويتي للموسم المقبل.

## المسيرة الدولية
كانت أول مباراة دولية لأبو الذهب مع المنتخب الأردني ضد كوريا الشمالية في مباراة ودية في 29 أغسطس 2024. أما أول مباراة رسمية له فكانت ضد الكويت ضمن تصفيات كأس العالم في 5 سبتمبر 2024 في عمان، وانتهت بالتعادل 1–1.

## الإحصائيات
آخر تحديث 5 سبتمبر 2024.
| منتخب الأردن | منتخب الأردن | منتخب الأردن |
| السنة        | الظهور       | الأهداف      |
| ------------ | ------------ | ------------ |
| 2024         | 2            | 0            |
| المجموع      | 2            | 0            |

## روابط خارجية
- حسام علي محمد أبو ذهب على موقع قاعدة بيانات كرة القدم.إي يو (الإنجليزية)